# East Moline
East Moline is een plaats (city) in de Amerikaanse staat Illinois, en valt bestuurlijk gezien onder Rock Island County.

## Demografie
Bij de volkstelling in 2000 werd het aantal inwoners vastgesteld op 20.333. In 2006 is het aantal inwoners door het United States Census Bureau geschat op 21.134, een stijging van 801 (3,9%).

## Geografie
Volgens het United States Census Bureau beslaat de plaats een oppervlakte van 23,4 km², geheel bestaande uit land.

## Plaatsen in de nabije omgeving
De onderstaande figuur toont nabijgelegen plaatsen in een straal van 8 km rond East Moline.